# Cường cận giáp nguyên phát
Cường cận giáp nguyên phát thường do một khối u trong tuyến cận giáp gây ra. Các triệu chứng của tình trạng liên quan đến nồng độ calci tăng cao, có thể gây ra các triệu chứng tiêu hóa, sỏi thận, bất thường về tâm thần và bệnh xương.
Chẩn đoán ban đầu được thực hiện trên các xét nghiệm máu; một mức độ cao của calci cùng với một mức độ hormone tuyến cận giáp tăng thường được tìm thấy. Để xác định nguồn gốc của sự tiết hormone quá mức, cần chụp hình ảnh y tế. Cắt tuyến cận giáp có thể được thực hiện để kiểm soát các triệu chứng.

## Dấu hiệu và triệu chứng
Các dấu hiệu và triệu chứng của cường cận giáp nguyên phát là những người bị tăng calci máu.

## Nguyên nhân
Nguyên nhân phổ biến nhất của cường cận giáp nguyên phát là một khối u tuyến cận giáp đơn lẻ  do đột biến vô tính (~ 97%). Ít phổ biến hơn là tăng sản tuyến cận giáp  (~ 2,5%), ung thư biểu mô tuyến cận giáp (khối u ác tính) và u tuyến ở nhiều hơn một tuyến (cùng ~ 0,5%).
Bệnh cường cận giáp nguyên phát cũng là một đặc điểm của một số rối loạn nội tiết gia đình: Bệnh đa tuyến nội tiết loại 1 và loại 2A (MEN type 1 và MEN type 2A) và cường cận giáp gia đình.
Trong mọi trường hợp, căn bệnh này là vô căn, nhưng được cho là liên quan đến việc bất hoạt các gen ức chế khối u (gen Menin trong MEN1), hoặc liên quan đến việc đạt được các đột biến chức năng (RET proto-oncogene MEN 2a).
Gần đây, người ta đã chứng minh rằng những người đến thanh lý nhà máy điện Chernobyl phải đối mặt với nguy cơ mắc bệnh cường cận giáp nguyên phát, có thể do đồng vị stronti phóng xạ gây ra.

## Chẩn đoán
Chẩn đoán cường cận giáp nguyên phát được thực hiện bằng xét nghiệm máu.
Nồng độ calci huyết thanh tăng cao, và mức độ hormone tuyến cận giáp cao bất thường so với mức thấp dự kiến để đáp ứng với calci cao. Một hormone tuyến cận giáp tương đối cao đã được ước tính có độ nhạy 60% -80% và độ đặc hiệu khoảng 90% đối với cường cận giáp nguyên phát.